# Miroslav Slavík
Miroslav Slavík (* 19. prosince 1931) byl český a československý politik Komunistické strany Československa, vedoucí tajemník KV KSČ v Jihočeském kraji, poslanec České národní rady a Sněmovny lidu Federálního shromáždění za normalizace.

## Biografie
V období let 1972-1980 působil jako vedoucí tajemník Okresního výboru KSČ Strakonice, v letech 1980-1981 pak byl tajemníkem a od roku 1981 vedoucím tajemníkem krajského výboru KSČ v Jihočeském kraji. V této funkci se uvádí i k roku 1988. V roce 1981 mu byl udělen Řád práce.
25. listopadu 1982 byl kooptován za člena Ústředního výboru Komunistické strany Československa. Ve funkci člena ÚV KSČ ho potvrdil XVII. sjezd KSČ. V období říjen 1988 - listopad 1989 byl navíc členem Výboru pro stranickou práci v České socialistické republice.
Ve volbách roku 1981 byl zvolen do České národní rady. Ve volbách roku 1986 zasedl za KSČ do Sněmovny lidu (volební obvod č. 32 - České Budějovice-město, Jihočeský kraj). Ve Federálním shromáždění setrval do ledna 1990, kdy rezignoval na mandát v rámci procesu kooptací do Federálního shromáždění po sametové revoluci.